# Perulidia dentata
Perulidia dentata är en insektsart som beskrevs av Nielson 1983. Perulidia dentata ingår i släktet Perulidia och familjen dvärgstritar. Inga underarter finns listade i Catalogue of Life.